# Enlairament i aterratge
Les aeronaus poden tenir diferents maneres d'enlairament i aterratge. Els avions convencionals acceleren al llarg de la pista fins que es genera una sustentació suficient per a l'enlairament i reverteixen el procés d'aterratge. Alguns avions poden enlairar a baixa velocitat, sent un curt enlairament. Algunes aeronaus com ara els helicòpters i els Harrier Jump Jet poden enlairar i aterrar verticalment. Els coets també solen enlairar-se verticalment, però alguns dissenys poden aterrar horitzontalment.

## Enlairament i aterratge horitzontal

### Aeronau

#### Enlairament i aterratge convencionals (CTOL)

##### Enlairament
L'enlairament és la fase de vol en què una aeronau passa per una transició de moure's pel terra (rodatge) a volar a l'aire, normalment començant per una pista d'aterratge. Per a globus, helicòpters i alguns avions especialitzats d'ala fixa (avions VTOL com el Harrier), no els cal cap pista. L'enlairament és el contrari de l'aterratge.

##### Aterratge

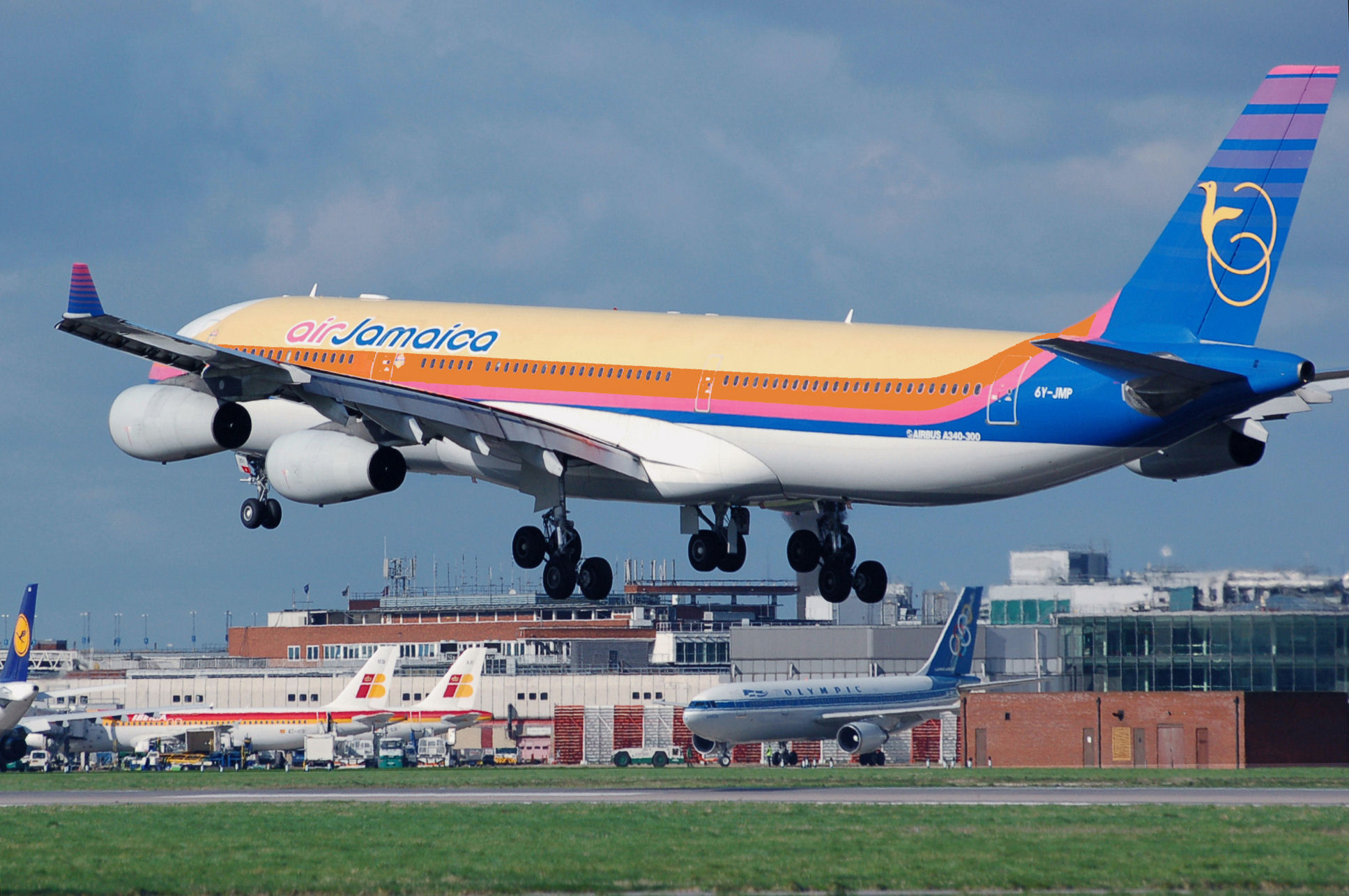
Un avió que vola a l'Aeroport de Londres-Heathrow (Air Jamaica Airbus A340-300)

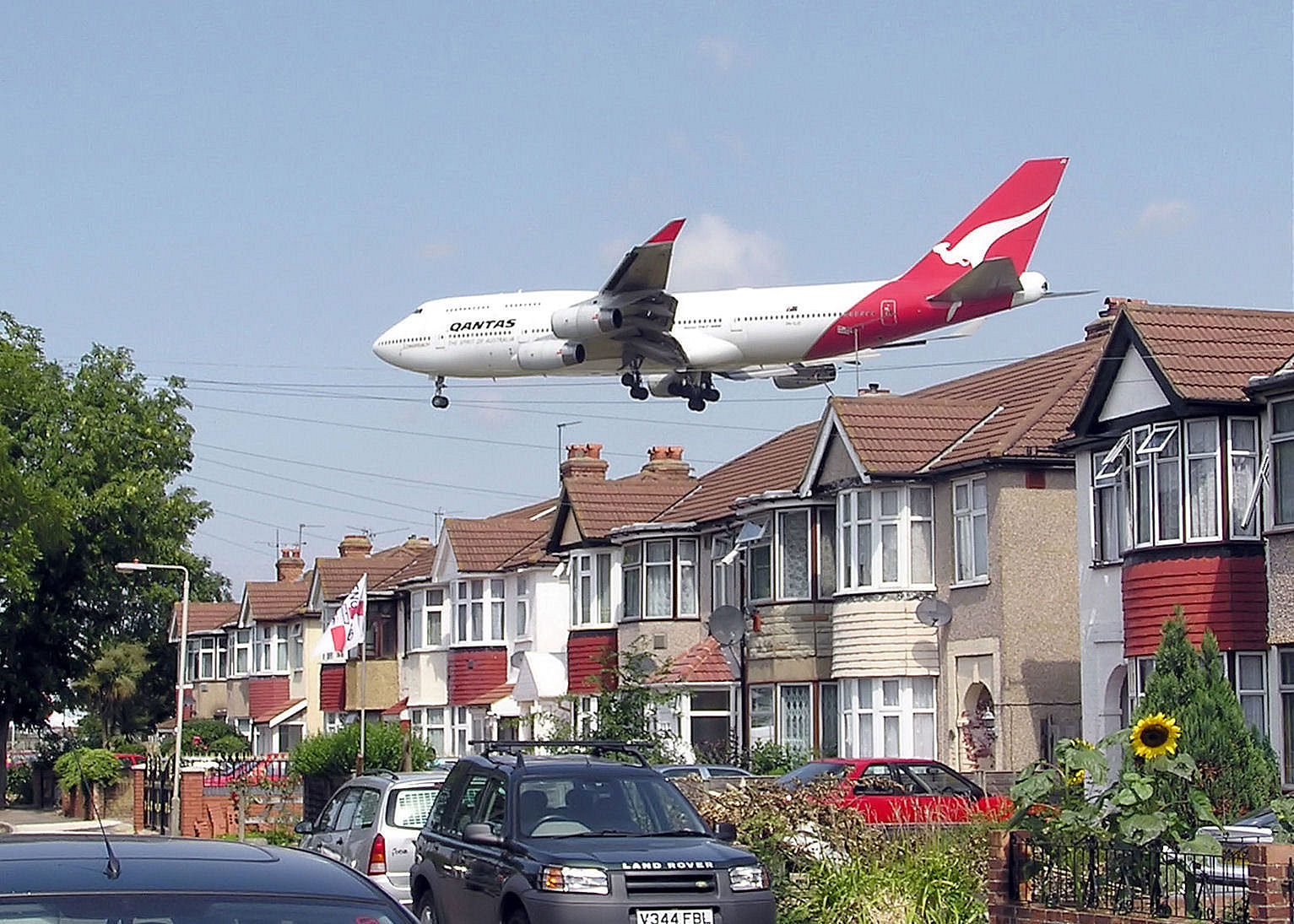
Un aterratge del Qantas Boeing 747-400 passa prop de les cases en el límit de l'Aeroport Heathrow de Londres, Anglaterra

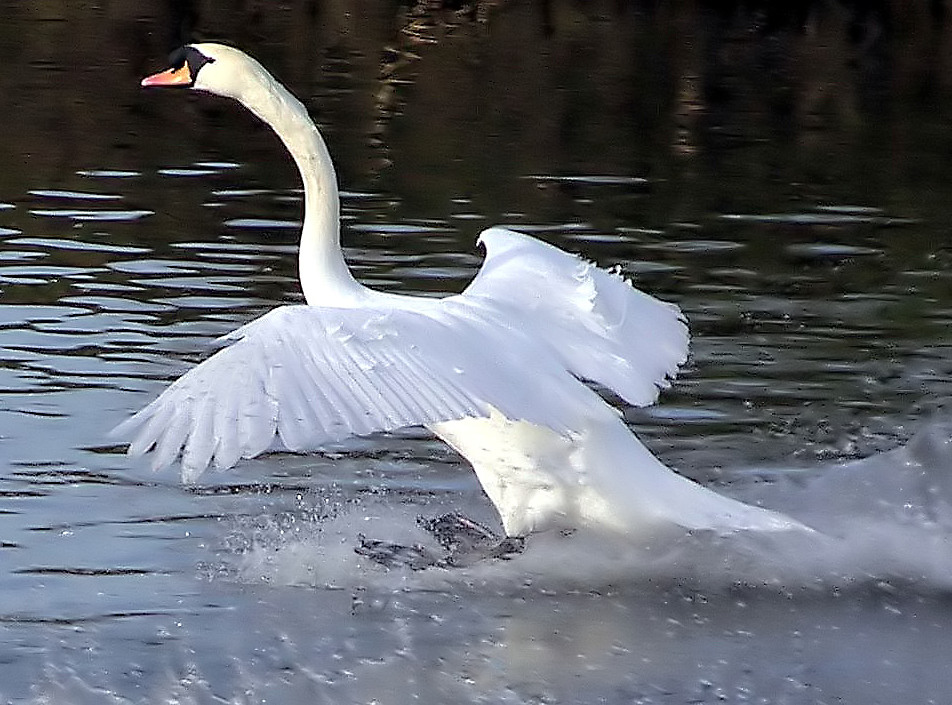
Un cigne mut que baixa. Tingueu en compte que les plomes arrufades a la part superior de les ales indiquen que el cigne està volant a la velocitat de pèrdua. Les plomes esteses i allargades actuen com augmentadors d'elevació de la mateixa manera com els slats i els flaps i d'un avió.

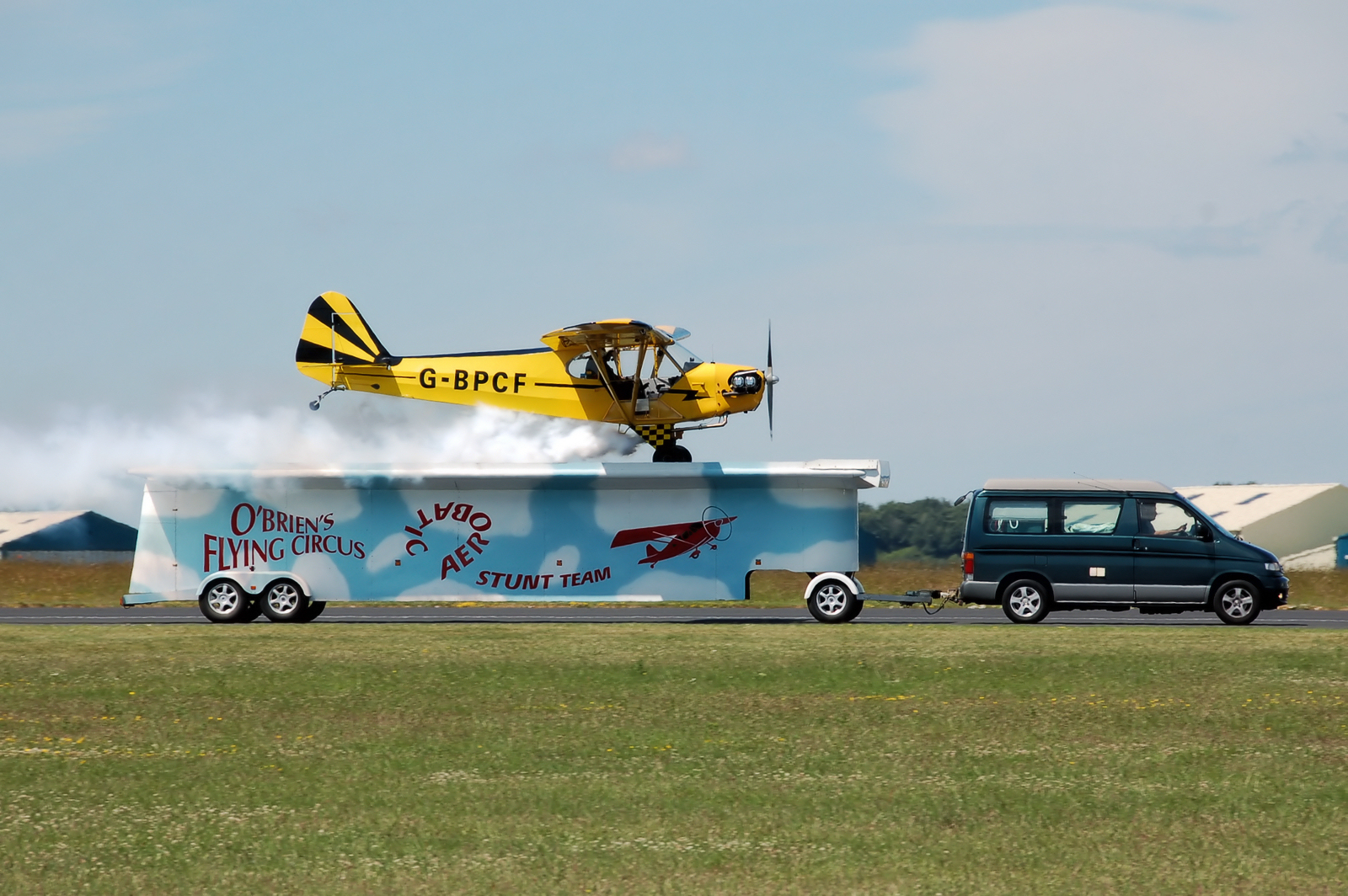
Un aterratge inusual; un Piper J3C-65 Cub aterra en un remolc com a part d'una exhibició aèria.

L'aterratge és l'última part d'un vol, on una aeronau voladora o una nau espacial (o animals) torna a terra. Quan l'objecte volador torna a l'aigua, el procés s'anomena "amaratge", tot i que també s'anomena habitualment “aterratge”. Un vol normal d'una aeronau inclouria diverses parts de vol, inclòs el rodatge, enlairament, ascens, creuer, descens i aterratge.

#### Enlairament i aterratge curts (STOL)
STOL és un acrònim de l'anglès short take-off and landing (enlairament i aterratge curt), una aeronau amb requisits de pista d'aterratge molt curtes.

#### Enlairament assistit per catapulta, però recuperació mitjançant detenció (CATOBAR)

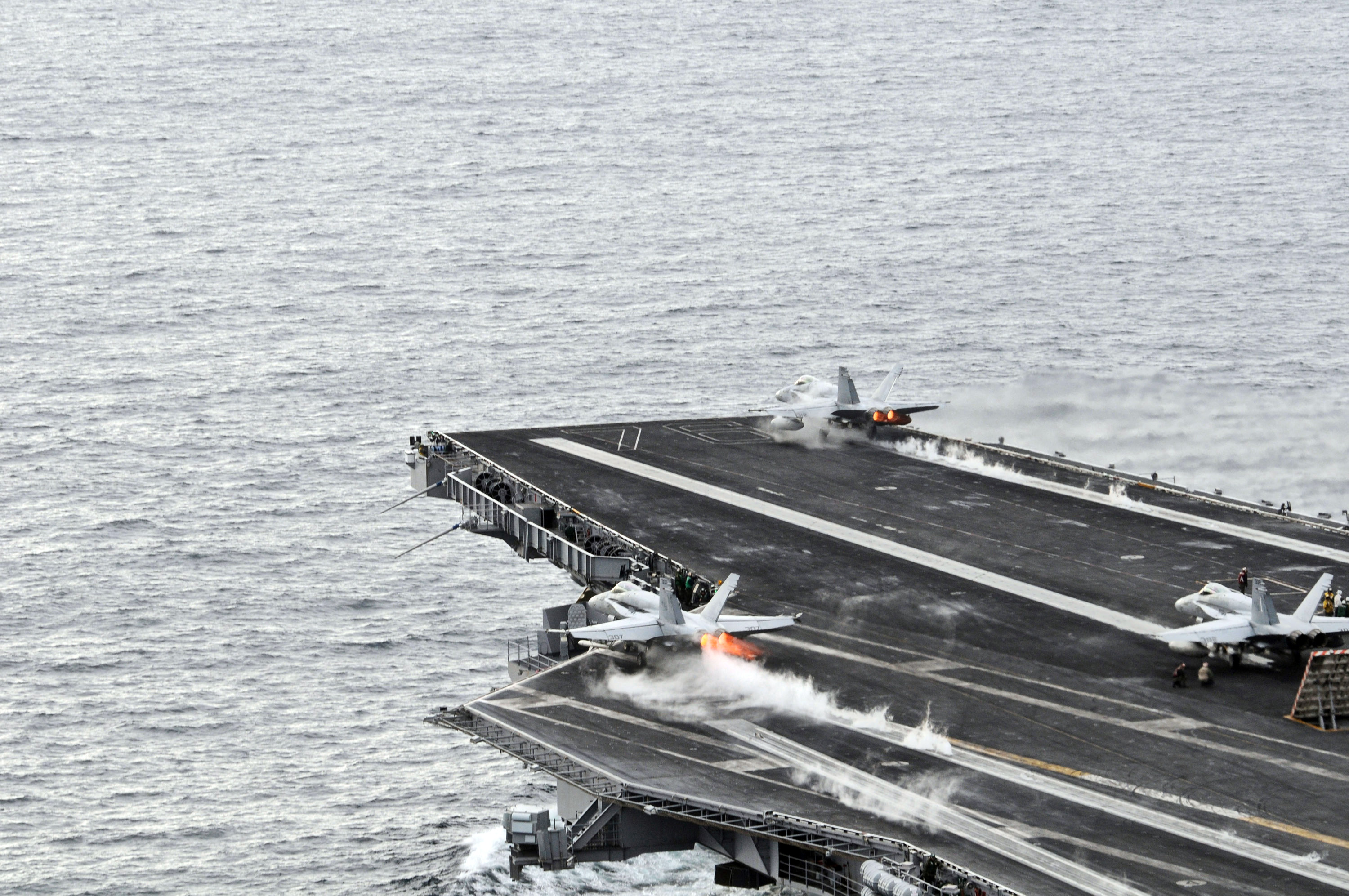
Enlairament assistit per catapulta a bord de l'USS Ronald Reagan

CATOBAR (Catapult Assisted Take-Off But Arrested Recovery, «enlairament assistit per catapulta, però recuperació mitjançant detenció») és un sistema utilitzat per al llançament i la recuperació d'aeronaus des de la coberta d'un portaavions. Sota aquesta tècnica, les aeronaus són llançades mitjançant una catapulta i aterrar al vaixell (la fase de recuperació) mitjançant el cable d'aturada.
Tot i que aquest sistema és més costós que els mètodes alternatius, proporciona una més gran flexibilitat en les operacions del transportista, ja que permet a l'embarcació donar suport a aeronaus convencionals. Els mètodes alternatius de llançament i recuperació només poden utilitzar aeronaus amb capacitat STOVL o STOBAR.

#### Enlairament curt però aterratge mitjançant detenció (STOBAR)
STOBAR (Short Take-Off But Arrested Recovery, «enlairament curt però aterratge mitjançant detenció») és un sistema utilitzat per al llançament i recuperació d'aeronaus des de la coberta d'un portaavions, que combina elements tant STOVL (Short Take-Off and Vertical landing, «enlairament curt i aterratge vertical") i CATOBAR (Catapult Assisted Take-Off But Arrested Recovery, «enlairament assistit per catapulta, però recuperació mitjançant detenció»).

### Nau espacial (HTHL)
Horizontal takeoff, horizontal landing (HTHL) — és el mode d'operació del primer avió espacial comercial privat, els compòsits escalats de dues etapes a l'espai de Tier One de la combinació SpaceShipOne/WhiteKnightOne de l'Ansari X-Prize.
També s'utilitza per a la propera combinació SpaceShipTwo/WhiteKnightTwo de Tier 1b. Un exemple destacat del seu ús va ser el programa North American X-15. En aquests exemples, les naus espacials es transporten a l'altitud en un "nau nodrissa" abans del llançament.
Les propostes fallides de reemplaçaments del transbordador espacial de la NASA, Rockwell X-30 NASP va utilitzar aquest mode de funcionament, però es va concebre com una sola etapa per orbitar.
El Lynx va ser un avió espacial HTHL suborbital desenvolupat per XCOR Aerospace que es va programar per començar les proves de vol atmosfèric a finals de 2011. Tot i això, després de nombrosos retards, XCOR Aerospace va fer fallida el 2017 sense acabar un prototip.
Reaction Engines Skylon, un descendent de disseny del projecte britànic HOTOL ("Horizontal Take-Off and Landing") dels anys vuitanta del segle xx, és un avió espacial HTHL actualment en les primeres etapes de desenvolupament al Regne Unit.
Tant el coet Lynx com l'SpaceShipTwo s'han ofert a la NASA per portar càrregues de recerca suborbitals en resposta a la sol·licitud de vehicle de llançament reutilitzable suborbital (sRLV) de la NASA sota el Programa d'Operacions de Vol de la NASA.
Un primer exemple va ser l'avió de prova atmosfèric Northrop HL-10 de la dècada de 1960, on HL significa "Horitzontal Lander".

## Enlairament i aterratge vertical
S'utilitzen diferents termes per a l'enlairament i l'aterratge depenent de la font d'empenta emprada. VTVL utilitza coets, mentre que VTOL utilitza aire, propulsat a través d'algun tipus de sistema de rotor.

### Avió (VTOL)
Vertical Take-Off and Landing (VTOL) l'aeronau inclou aeronaus d'ala fixa que poden volar, enlairar i aterrar verticalment, així com helicòpters i altres aeronaus amb rotors motoritzats, com ara els aeronaus de rotors basculants. La terminologia per a naus espacials i coets és VTVL (vertical takeoff with vertical landing). Alguns avions VTOL també poden operar en altres modes, com ara CTOL (conventional take-off and landing), STOL (short take-off and landing), i/o STOVL (short take-off and vertical landing). D'altres, com alguns helicòpters, només poden operar amb VTOL, pel fet que l'aeronau no té tren d'aterratge que pugui gestionar el moviment horitzontal. El VTOL és un subconjunt de V/STOL (enlairament i aterratge vertical i/o curt).
A més de l'helicòpter omnipresent, actualment n'hi ha dos tipus d'aeronaus VTOL en servei militar: aeronaus que empren un rotor basculant, com el Bell Boeing V-22 Osprey, i aeronaus que utilitzen empenta de raig dirigit, com la família Harrier.

### Coet (VTVL)
Vertical takeoff, vertical landing (VTVL), «enlairament curt i aterratge vertical», és una forma d'enlairament i aterratge de coets. Múltiples naus VTVL han volat. El coet VTVL més conegut i comercialment reeixit és la primera etapa Falcon 9 de l'SpaceX.
Les tecnologies VTVL es van desenvolupar substancialment amb petits coets a partir del 2000, en part degut a competicions de premis incentivats com el Lunar Lander Challenge. Masten Space Systems, Armadillo Aerospace i altres van desenvolupar petits i reeixits coets VTVL.

## Enlairament vertical i aterratge horitzontal

### Avió (VTOHL)
En aviació existeix el terme VTOHL ("Vertical Take-Off and Horizontal Landing", «Enlairament vertical i aterratge horitzontal»), així com diversos subtipus específics de l'aviació VTOHL: VTOCL, VTOSL, VTOBAR.

#### Enlairament de llargària zero
L'enlairament de llargària zero (ZLL, ZLTO, ZEL, ZELL) era un sistema mitjançant el qual els caces a reacció i els avions d'atac a terra estaven destinats a col·locar-se en coets connectats a les plataformes mòbils de llançament. La majoria dels experiments de llançament de longitud zero es van fer a la dècada de 1950, durant la guerra freda.

### Nau espacial (VTHL)
Vertical takeoff, horizontal landing (VTHL) és el mode d'operació per a tots els avions espacials orbitals actuals i antigament operatius, com ara el Boeing X-37, el transbordador espacial de la NASA, el transbordador espacial soviètic Buran de 1988, així com el projecte Boeing X-20 Dyna-Soar de la USAF pels vols de 1960. Per als vehicles de llançament, un avantatge de VTHL sobre HTHL és que l'ala pot ser més petita, ja que només ha de portar el pes de l'aterratge del vehicle, en lloc del pes de l'enlairament.
Hi ha hagut diverses altres propostes de VTHL que mai van volar, inclosos les substitucions proposades pel transbordador espacial de la NASA Lockheed Martin X-33 i VentureStar. L'avió espacial conceptual de la NASA dels anys 90, el HL-20 Personnel Launch System (HL significa "Horitzontal Lander"), va ser un VTHL, com va ser un derivat de l'HL-20 al voltant de 2003, el concepte d'Orbital Space Plane.
El març de 2011, dos avions comercials VTHL estaven en diverses etapes de la proposta/desenvolupament, ambdós successors del disseny HL-20. La Sierra Nevada Corporation Dream Chaser segueix la línia de motlle exterior de l'anterior HL-20. El Prometheus de la Orbital Sciences Corporation proposat cap al 2011 era un avió espacial de fuselatge autosostingut que seguia la línia de motlle exterior de l'Orbital Space Plane al voltant del 2003, un derivat de l'HL-20; tanmateix, Prometheus no va rebre cap contracte de la NASA i Orbital ha anunciat que no prosseguirà amb el desenvolupament.
El Centre aeroespacial alemany va estudiar els impulsors de retorn líquid VTHL reutilitzables des de 1999. El disseny tenia l'objectiu de substituir els impulsors de coets sòlids de l'Ariane 5. El programa Reusable Booster System de 250.000.000 dòlars americans finançat pel govern dels Estats Units, iniciat per la USAF el 2010,
havia especificat un requisit d'alt nivell perquè el disseny fos VTHL,
però el finançament es va suspendre després de 2012.
El 2017 DARPA va seleccionar un disseny VTHL per a l'XS-1.

## HTVL
L'enlairament horitzontal, aterratge vertical, de l'anglès Horizontal takeoff, vertical landing (HTVL) és l'equivalent en vol espacial de l'aviació HTOVL (i els seus subtipus CTOVL, STOVL, CATOVL). Aquest mode de funcionament no s'ha utilitzat, però s'ha proposat per a alguns sistemes que utilitzen un sistema de llançament en dues etapes per orbitar amb una primera etapa basada en un avió i un vehicle de retorn de càpsules. Un dels pocs vehicles conceptuals HTVL és la nau espacial Hyperion SSTO, concepte de 1960, dissenyada per Philip Bono.

## Configuracions multimode
Els vehicles que utilitzen més d'una modalitat també existeixen.

### Enlairament i aterratge verticals/curts (V/STOL)
Les aeronaus d'enlairament i aterratge verticals i/o curts (V/STOL) que són capaces d'enlairar o aterrar verticalment o en pistes curtes. L'enlairament i aterratge vertical (VTOL) inclou naus que no requereixen pistes d'aterratge en absolut. Generalment, una aeronau V/STOL ha de poder flotar; els helicòpters no solen ser considerats sota la classificació V/STOL.
L'enlairament rodant, de vegades amb un (trampolí), redueix la quantitat d'empenta necessària per aixecar una aeronau des del terra (en comparació amb l'enlairament vertical) i, per tant, augmenta la càrrega útil i l'abast que es pot assolir per a una determinada empenta. Per exemple, el Harrier no és capaç d'enlairar-se verticalment amb una completa càrrega d'armes i combustible. Per tant, els avions V/STOL solen utilitzar una pista si esta disponible. És a dir, es prefereix l'operació d'enlairament curt i aterratge vertical (STOVL) o l'enlairament i l'aterratge convencional (CTOL) a l'operació VTOL.
V / STOL es va desenvolupar per permetre l'operació d'avions ràpids des de les clarianes als boscos, des de pistes molt curtes i des de petits portaavions que abans només haurien pogut portar helicòpters.
El principal avantatge dels avions V/STOL és que s'apropa més a l'enemic, la qual cosa redueix el temps de resposta i els requeriments de suport de cisterna. En el cas de la guerra de les Malvines, també va permetre la cobertura aèria de combat d'alt rendiment i l'atac terrestre sense un gran portaavions equipat amb una catapulta.
L'últim avió V/STOL és el F-35B, que va entrar en servei el 2015.